# Juan José Rodríguez
Juan José Rodríguez Morales (1967. június 23. –) Costa Rica-i válogatott labdarúgó.

## Pályafutása

### Klubcsapatban
1900 és 1991 között az El Carmen, 1992 és 1993 között az AD Carmelita játékosa volt. 1994-től 1997-ig a Belén csapatában játszott. 1997–98-ban a Cartaginés labdarúgója volt. 1998-tól 2004-ig a San Carlost erősítette. 

### A válogatottban
2002-ben 4 alkalommal szerepelt a Costa Rica-i válogatottban. Bemutatkozására 2002 áprilisában került sor egy Japán elleni barátságos alkalmával. Részt vett a 2002-es világbajnokságon,

## Külső hivatkozások
- Juan José Rodríguez adatlapja a National-Football-Teams.com oldalon (angolul)

- Juan José Rodríguez (angol nyelven). FootballDatabase.eu
- Juan José Rodríguez (német nyelven). kicker.de
- Juan José Rodríguez adatlapja a worldfootball.net oldalon (angolul)